# Geometra usitata
Geometra usitata är en fjärilsart som beskrevs av Butler 1878. Geometra usitata ingår i släktet Geometra och familjen mätare. Inga underarter finns listade i Catalogue of Life.